# Kostel svatého Isidora (Prušánky)
Kostel svatého Isidora  je římskokatolický chrám v Prušánkách v okrese Hodonín. Jde o farní kostel římskokatolické farnosti Prušánky. Je chráněn jako kulturní památka České republiky.
V roce 1712 byla v obci postavena kaple svatého Isidora. Ta sloužila čtyřicet let a pro zchátralost byla zbořena. Na jejím místě byl postaven nový kostel se stejným zasvěcením, který byl vysvěcen 11. listopadu 1758. Stavba kostela byla ovšem založena na nepevném slínovitém podloží. Proto se časem objevily ve zdivu pukliny a kostel se začal pomalu rozjíždět. Kostel musel být tedy podepřen postupně sedmi pilíři. Roku 1880 byla loď kostela stažena železnými táhly a koruna zdiva zpevněna železobetonovým věncem. Kostel byl mnohokrát opravován. K nejzávažnějším stavebním zásahům došlo po druhé světové válce, ve které byl kostel poškozen dělostřelbou.
Kostelní zvony byly dvakrát zrekvírovány. Poprvé v roce 1917, podruhé v roce 1942. V současnosti jsou v kostelní věži zavěšeny 4 zvony.
Poslední oprava chrámu byla provedena v roce 1995. V letech 1996–1997 byla dostavěna nová sakristie a kolem kostela vznikl park. Na počátku roku 2003 proběhla rekonstrukce vitrážových oken.